# William Richard Joseph Cook
Sir William Richard Joseph Cook, genannt Bill Cook, (* 10. April 1905 in Trowbridge; † 16. September 1987) war ein britischer Physiker. Er arbeitete überwiegend an Rüstungsprojekten für das britische Verteidigungsministerium (MOD, Ministry of Defence). Cook arbeitete 32 Jahre lang für das britische Verteidigungsministerium und 10 Jahre für die Atomenergiebehörde, insbesondere an Nuklearwaffen (er war an der Entwicklung der britischen Wasserstoffbombe beteiligt) und Kernreaktoren.
Cook war ein exzellenter Schüler besonders in Mathematik und Physik und studierte an der Universität Bristol mit dem Bachelor-Abschluss in angewandter Mathematik 1925 und dem Master-Abschluss in Physik 1927. Er hielt dort auch Vorlesungen und assistierte John Lennard-Jones. 1928 wechselte er in den öffentlichen Dienst in die Ballistik-Forschung im Arsenal in Woolwich. Er entwickelte eine nach ihm benannte Kamera, um die mangelnde Treffergenauigkeit neu installierter Schiffsartillerie aufzuklären und wechselte 1935 in die Entwicklung von Luftabwehr-Raketen unter Alwyn Crow (3 inch unrotating projectile), deren Entwicklung von Cook aus großen Schwierigkeiten gerettet wurde und die zuerst 1940/41 in Cardiff installiert wurde. In der Raketenentwicklung begann seine Zusammenarbeit mit Stanley Hooker, die sich später bei Rolls-Royce fortsetzte. Im Zweiten Weltkrieg war er auch an der Analyse des deutschen Raketenprogramms beteiligt (worin er zunächst von der falschen Annahme ausging, sie basierten auf Festtreibstoff, die Lord Cherwell und Crow vertraten) und arbeitete an der Steuerung von Raketen. Das setzte er nach dem Krieg als Direktor einer Abteilung für Raketenentwicklung in Westcott fort.
1947 bis 1950 war er Direktor für Physikalische Forschung der Admiralität, 1950 bis 1954 (und nochmals 1964 bis 1970) war er stellvertretender Chefwissenschaftler (Deputy Chief Scientific Advisor) des MOD (wobei Frederick Brundrett ab 1953 Chefberater war), 1954 bis 1958 stellvertretender Direktor des Forschungszentrums in Aldermaston, zur Zeit der Entwicklung der Wasserstoffbombe. Er arbeitete dort eng mit dem Direktor William Penney zusammen und hatte die Leitung der Entwicklung der Wasserstoffbombe. Dazu beaufsichtigte er auch die ersten Tests im Mai und Juni 1957 bei der Weihnachtsinsel. Die letzten Tests (alle in der Atmosphäre) fanden im September 1958 statt, danach trat ein Test-Moratorium für Tests in der Atmosphäre in Kraft, das die USA, die UdSSR und Großbritannien in Genf beschlossen hatten und das bis September 1961 anhielt. Großbritannien war auf diese Tests auch nicht mehr angewiesen, da ein Übereinkommen mit den USA erzielt worden war, von deren Expertise in der Weiterentwicklung zu profitieren, nachdem eine Präsentation der britischen Ergebnisse im Herbst 1957 erfolgreich war. 1964 bis 1970 Chefberater für Projekte des Verteidigungs-Staatssekretärs. 1958 wurde Cook Mitglied für Entwicklung und Ingenieurswesen (genannt Industrial Group) in der Atomic Energy Authority als Nachfolger von Christopher Hinton. Der Windscale-Brand in Sellafield vom Oktober 1957 (ein Brand in einem Reaktor) hatte zu einer Umorganisation der Zuständigkeiten geführt – der Bereich Produktion von Kernbrennstoff war aus der Industrial Group ausgegliedert worden. Cook war nun zuständig für die vier im Bau befindlichen Reaktoren in Calder Hall (woraus die Magnox-Reaktoren für zivile Kernkraftwerke entstehen sollten), vier weitere im Bau befindliche Reaktoren in Chapelcross und die Anreicherungsanlage in Capenhurst. Hauptsächlich befasste er sich mit der Entwicklung von neuen Reaktoren und leitete die entsprechende Kommission. Von seinem Vorgänger Hinton hatte er einen Konflikt um Zuständigkeiten für Reaktorentwicklung zwischen dem Labor von John Cockcroft (der Research Group mit einer Forschungsstelle in Winfrith) und der Industrial Group geerbt. Es wurden eine ganze Reihe von Reaktortypen in Betracht gezogen, vor allem der Advanced Gas-cooled Reactor (AGR) in Windscale, der als natürlicher Nachfolger der Magnox-Reaktoren betrachtet wurde, ein Schneller Brüter (Fast Reactor, Kernkraftwerk Dounreay) und der Hochtemperaturreaktor (HTR), sowie Druck- und Siedewasserreaktoren ähnlich wie in Amerika und solche vom kanadischen CANDU-Typ. Zusätzlich erhielt die Marine Zugang zu Druckwasserreaktoren der US-Atom-U-Boote. 1964 wurde er wieder stellvertretender Chief Adviser des MOD (diesmal unter Solly Zuckerman). Hier war er in leitender Funktion vor allem mit verschiedenen Luftwaffen- und Raketensystemen befasst.
1970 ging er als Staatsbediensteter in den Ruhestand und arbeitete für Firmen wie Rolls-Royce (er rettete das Projekt Rolls-Royce RB211 nach dem Bankrott von Rolls-Royce 1971). 1971 bis 1976 war er dort Direktor und noch bis 1980 als Berater tätig. 1972 bis 1979 war er Direktor von GEC Marconi Electronics. 1971 bis 1975 war er Chairman der Marconi International Marine Co. und 1982 bis 1985 Managementberater von British Telecom.
1962 wurde er Fellow der Royal Society. 1970 wurde er als Knight Commander des Order of the Bath (KCB) geadelt.